# 페르가몬의 안티파스
안티파스(그리스어: Άγιος Αντύπας) 혹은 안디바는  동방 정교회 전승에 따라서, 카이사리아의 안드레아스의 묵시록 주석을 따르면, 요한의 묵시록 2장 13절에 언급된 안디바와 동일인물로 여겨지는 인물이다. 묵시록의 내용은 다음과 같다.
'나는 네가 어디에 살고 있는지 잘 알고 있다. 그 곳은 사탄의 왕좌가 있는 곳이다. 그러나 너는 내 이름을 굳건히 믿고 있다. 또 나의 진실한 증인 안디바스가 사탄이 살고 있는 그 곳에서 죽임을 당하던 날에도 너는 나에 대한 믿음을 저버리지 않았다.— 요한의 묵시록 2장 13절 (공동번역)

기독교 전승에서는 사도 요한이 로마 황제 네로의 치세 중에 안티파스를 페르가몬의 주교로 서품했다. 전통적으로는 안티파스가 네로의 치세(54-68)에, 아르테미스 신전에 있는 놋쇠로 만든 황소 모양의 제단에서 불타서 순교했다고 전해진다.
성 안티파스의 유물에서 기름(성인의 만나)이 분비되는 전통이 있다.
성 안티파스는 치통과 치아 질환의 완화를 위해 불러진다. 동방 기독교 달력에서 안티파스의 축일은 4월 11일이다.

## 같이 보기
- 요한의 묵시록
- 복음사가 요한
- 페르가몬, 터키